# Pierre Goubert
Pierre Goubert (* 25. Januar 1915 in Saumur; † 16. Januar 2012 in Issy-les-Moulineaux) war ein französischer Historiker, der sich insbesondere mit dem 17. und 18. Jahrhundert befasste (Ancien Régime). Er gehört zur Annales-Schule und schrieb Biographien über Ludwig XIV. und Jules Mazarin.
Goubert ging in Angers zur Schule und studierte ab 1935 an der École normale supérieure de Saint Cloud und wandte sich unter dem Einfluss von Marc Bloch von der Annales-Schule der Geschichte zu. 1939 war er kurz einberufen, unterrichtete an Gymnasien wie in Beauvais und setzte nebenbei sein Studium fort mit der Agrégation 1948 und studierte an der Sorbonne. Ab 1951 forschte er für das CNRS, wurde 1956 Directeur d’Études an der École pratique des hautes études und 1958 Professor an der Universität Rennes. Im selben Jahr wurde er bei Ernest Labrousse promoviert (Beauvais et le Beauvaisis de 1600 à 1730). 1965 wurde er Professor an der neu gegründeten Universität Paris X in Nanterre und 1969 an der Sorbonne (Universität Paris I). 1978 ging er in den Ruhestand.
Sein Buch Ludwig XIV. und 20 Millionen Franzosen über das Alltagsleben unter Ludwig XIV. von 1966 wurde ein Bestseller wie auch weitere seiner Geschichtswerke. 1984 erschien seine Einführung in die Geschichte Frankreichs.
Er war Gastprofessor unter anderem in Princeton, Montreal, Japan, Kingston auf Jamaika, der Elfenbeinküste und Madagaskar. Im Dezember 1977 wurde er als assoziiertes Mitglied in die Académie royale des Sciences, des Lettres et des Beaux-Arts de Belgique aufgenommen. 1978 wurde er zum korrespondierenden Mitglied der British Academy gewählt.
Als Nachfolger von Marcel Reinhard war er Präsident der Société de démographie historique.

## Schriften
- Familles marchandes sous l'Ancien Régime: les Danse et les Motte, de Beauvais, Paris, 1959.
- Beauvais et la Beauvaisis de 1600 à 1730, Paris, SEVPEN, 1960 (Dissertation an der École pratique des hautes études)
- Cent mille provinciaux au XVIIe siècle, Paris, Ed. Flammarion, 1968 (entstanden aus seiner Dissertation)
- L'avènement du Roi-Soleil, Paris, Julliard, 1961.
- Louis XIV et vingt millions de Français, Paris, Fayard, 1966 (Englische Übersetzung English Louis XIV and twenty million Frenchmen, 1970)
- mit Michel Denis 1789: les Français ont la parole, Paris, Julliard, 1965.
- L' Ancien Régime, Paris, Armand Colin, Band 1 La société (1969), Band 2 Les pouvoirs 1973 (Englische Übersetzung von Band 1: The ancien régime. French society, 1600–1750, 1973)
- Clio parmi les hommes. Recueil d'articles, Paris, EHESS, 1976.
- La vie quotidienne dans les campagnes françaises au XVIIe siècle, Paris, Hachette, 1982 (englische Ausgabe: The French peasantry in the seventeenth century 1986)
- Initiation à l'histoire de France, Paris, Fayard, 1984 (erhielt den Grand Prix Gobert, englische Ausgabe The course of French history 1988)
- mit Daniel Roche Les Français et l'Ancien Régime. I–La Société et l'État, 1984
- Mazarin, Paris, Fayard, 1990.
- Un parcours d'historien. Souvenirs, 1915–1995, Paris, Fayard, 1996 (Memoiren)
- Le siècle de Louis XIV. Recueil d'articles, Paris, Éditions de Fallois, 1996.